# Harold Washington
Harold Lee Washington (15 de abril de 1922 – 25 de noviembre de 1987) fue un abogado y político estadounidense, quien fue el 51.º alcalde de Chicago, por lo que se convirtió en el primer afroamericano en ser elegido como alcalde de la ciudad en abril de 1983. Ocupó las funciones como alcalde desde el 29 de abril de 1983 hasta su muerte el 25 de noviembre de 1987. Nacido en Chicago y criado en el barrio de Bronzeville, Washington se involucró en la política local del 3° distrito bajo el concejal de Chicago y futuro congresista Ralph Metcalfe después de graduarse en la Universidad Roosevelt y la Facultad de Derecho de la Universidad del Noroeste. Washington fue miembro de la Cámara de Representantes de los Estados Unidos de 1981 a 1983, representando el primer distrito de Illinois. Washington había servido previamente en el Senado Estatal de Illinois y en la Cámara de Representantes de Illinois desde 1965 hasta 1976.

## Biografía

### Ascendencia
El ancestro más antiguo conocido de Harold Lee Washington, Isam/Isham Washington, nació esclavo en 1832 en Carolina del Norte. En 1864, se alistó en la 8° Artillería Pesada de Color de los Estados Unidos, Compañía L, en Paducah, Kentucky. Tras su baja en 1866, comenzó a trabajar en la agricultura con su esposa, Rebecca Neal, en el condado de Ballard, Kentucky. Entre sus seis hijos estaba Isam/Isom McDaniel (Mack) Washington, quien nació en 1875. En 1896, Mack Washington se casó con Arbella Weeks del condado de Massac, nacida en Misisipi en 1878. En 1897, nació su primer hijo, Roy L. Washington, padre del alcalde Washington, en el condado de Ballard, Kentucky. En 1903, poco después de que ambas familias se mudaran al condado de Massac, Illinois, falleció el anciano Washington. Después de dedicarse un tiempo a la agricultura, Mack Washington se convirtió en ministro de la Iglesia Metodista Episcopal Africana (A.M.E.), sirviendo en numerosas iglesias en Illinois hasta la muerte de su esposa en 1952. El reverendo I.M.D. Washington falleció en 1953.

### Primeros años y educación
Harold Lee Washington nació el 15 de abril de 1922 en el Hospital del Condado de Cook en Chicago, Illinois, hijo de Roy y Bertha Washington. Mientras aún estaba en la escuela secundaria en Lawrenceville, Illinois, Roy conoció a Bertha, de la cercana Carrier Mills, y los dos se casaron en 1916 en Harrisburg, Illinois. Su primer hijo, Roy Jr., nació en Carrier Mills antes de que la familia se mudara a Chicago, donde Roy se inscribió en el Kent College of Law. Abogado de profesión, se convirtió en uno de los primeros capitanes de distrito afroamericanos de la ciudad y ministro metodista. En 1918, nació su hija Geneva; y su segundo hijo, Edward, nació en 1920. Bertha dejó a la familia, posiblemente para buscar fortuna como cantante, y la pareja se divorció en 1928. Bertha se volvió a casar y tuvo siete hijos más, incluido Ramon Price, quien fue artista y finalmente se convirtió en curador jefe del Museo DuSable de Historia Afroamericana. Harold Washington creció en Bronzeville, un barrio de Chicago que fue el centro de la cultura negra en todo el Medio Oeste a principios y mediados del siglo XX. Edward y Harold se quedaron con su padre, mientras que Roy Jr. y Geneva fueron cuidados por sus abuelos. Después de asistir a la escuela interna St. Benedict the Moor en Milwaukee desde 1928 hasta 1932, Washington asistió a la escuela secundaria DuSable, una escuela pública recién establecida y racialmente segregada, y fue miembro de su primera clase graduada. En una competencia de atletismo de toda la ciudad en 1939, Washington quedó en primer lugar en los 110 metros vallas y en segundo lugar en los 220 metros vallas bajas. Entre su tercer y cuarto año de secundaria, Washington abandonó los estudios, afirmando que ya no se sentía desafiado por el trabajo escolar. Trabajó en una planta procesadora de carne por un tiempo antes de que su padre lo ayudara a conseguir un trabajo en la sucursal del Tesoro de los Estados Unidos en la ciudad. Allí conoció a Nancy Dorothy Finch, con quien se casó poco después; cuando tenían 19 y 17 años, respectivamente. Siete meses después, los Estados Unidos entraron en la Segunda Guerra Mundial tras el bombardeo de Pearl Harbor por parte de los japoneses el domingo 7 de diciembre de 1941.

### Servicio militar
En 1942, Washington fue reclutado en el Ejército de los Estados Unidos para el esfuerzo bélico y, después de recibir entrenamiento básico, lo enviaron al extranjero como parte de una unidad racialmente segregada del Cuerpo de Ingenieros de la Cuerpo Aéreo del Ejército de los Estados Unidos. Después de la invasión estadounidense de Filipinas en 1944, en la isla de Leyte y más tarde en la isla principal de Luzón, Washington formó parte de una unidad que construía pistas de aterrizaje para bombarderos, aviones de combate, aviones de reabastecimiento de combustible y aviones dañados que regresaban. Finalmente, Washington ascendió al rango de sargento primero en las Fuerzas Aéreas del Ejército.

### Roosevelt College
En el verano de 1946, Washington, de 24 años y veterano de guerra, se inscribió en la Universidad Roosevelt (actualmente, Universidad Roosevelt). Washington se unió a otros grupos de estudiantes que no se les permitía inscribirse en otras universidades locales. Las estimaciones locales colocan a la población estudiantil de Roosevelt College en aproximadamente 1/8 afroamericanos y 1/2 judíos. Un 75% completo de los estudiantes se inscribieron debido a los «principios progresistas no discriminatorios». Dirigió una campaña de recaudación de fondos por parte de los estudiantes, y luego fue nombrado miembro de un comité que apoyó los esfuerzos en toda la ciudad para prohibir los «pactos restrictivos» en la vivienda, el medio legal por el cual se prohibía a las minorías étnicas (sobre todo afroamericanos y, en menor medida, judíos) la compra de bienes raíces en barrios predominantemente blancos de la ciudad.
En 1946, después de que la universidad se trasladara al Auditorium Building, Washington fue elegido el tercer presidente del consejo estudiantil de Roosevelt. Bajo su liderazgo, el consejo estudiantil solicitó con éxito a la universidad que se permitiera la representación estudiantil en los comités de la facultad de Roosevelt. En la primera reunión regional de la recién fundada Asociación Nacional de Estudiantes en la primavera de 1948, Washington y otros nueve delegados propusieron la representación estudiantil en las facultades universitarias y una «Carta de Derechos» para los estudiantes; ambas medidas fueron rotundamente rechazadas. Al año siguiente, Washington fue a la capital del estado en Springfield para protestar por la próxima investigación de los legisladores de Illinois sobre los «subversivos». La investigación prohibiría el Partido Comunista y exigiría «juramentos de lealtad» para los maestros. Lideró la oposición estudiantil a los proyectos de ley, aunque serían aprobados más tarde en 1949.
Durante sus años en el Roosevelt College, Washington se hizo conocido por su estabilidad. Sus amigos decían que tenía una «capacidad notable para mantenerse tranquilo», razonar con cuidado y caminar por una línea intermedia. Washington evitaba intencionalmente actividades extremistas, incluidas acciones callejeras y sentadas en contra de los restaurantes y negocios segregados según la raza. En general, Washington y otros activistas radicales terminaron compartiendo un respeto mutuo, reconociendo tanto el pragmatismo de Washington como el idealismo de los activistas. Con las oportunidades que solo se encontraban en el Roosevelt College a fines de la década de 1940, el tiempo de Washington en el Roosevelt College resultó ser crucial. Washington se graduó en agosto de 1949 con una licenciatura en artes (B.A.). Además de sus actividades en Roosevelt, fue miembro de la fraternidad Phi Beta Sigma.

### Escuela de Derecho de la Universidad del Noroeste
Washington solicitó y fue admitido para estudiar derecho en la Facultad de Derecho de la Universidad del Noroeste en Chicago. Durante este tiempo, Washington se divorció de Dorothy Finch. Según algunos relatos, Harold y Dorothy se habían distanciado después de que Washington fuera enviado al extranjero durante la guerra, en el primer año de su matrimonio. Otros consideraban que ambos eran jóvenes y testarudos, lo que hacía que la relación estuviera destinada al fracaso desde el principio. Un amigo de Washington lo consideraba «el tipo de hombre que no se casaba». No volvería a casarse, pero continuó teniendo relaciones con otras mujeres; se dice que su secretaria de mucho tiempo comentó: «Si todas las mujeres con las que Harold se acostó se pararan en un extremo del Ayuntamiento, el edificio se hundiría cinco pulgadas en LaSalle Street».
En la Escuela de Derecho de Northwestern, Washington era el único estudiante negro en su clase (había seis mujeres en la clase, una de ellas siendo Dawn Clark Netsch). Al igual que en Roosevelt, se involucró en la política escolar. En 1951, su último año, fue elegido tesorero de la Asociación de Abogados Jóvenes (JBA, por sus siglas en inglés). Sin embargo, la elección fue en gran medida simbólica, y los intentos de Washington por otorgar más autoridad a la JBA en Northwestern no tuvieron mucho éxito. En el campus, Washington se unió a la fraternidad Nu Beta Epsilon, en gran parte porque él y los demás miembros de grupos étnicos minoritarios que constituían la fraternidad eran excluidos flagrantemente de las otras fraternidades en el campus. En general, Washington se mantuvo alejado del activismo que definió sus años en Roosevelt. Durante las noches y los fines de semana, trabajaba para complementar sus ingresos del GI Bill. Recibió su título de Juris doctor en 1952.

## Carrera política temprana
Desde 1951 hasta que fue nominado por primera vez para las elecciones en 1965, Washington trabajó en las oficinas del concejal del tercer distrito, el exatleta olímpico Ralph Metcalfe. Richard J. Daley fue elegido presidente del partido en 1952. Daley reemplazó a C.C. Wimbush, un aliado de William Dawson, en el comité del partido con Metcalfe. Bajo Metcalfe, el 3° distrito fue un factor clave en la victoria de Daley en la elección de 1955 y ocupó el primer lugar en la ciudad en cuanto al tamaño de su pluralidad demócrata en 1961. Mientras trabajaba bajo las órdenes de Metcalfe, Washington comenzó a organizar a los Jóvenes Demócratas (YD) del 3° distrito. En las convenciones de YD, el 3° distrito impulsaba numerosas resoluciones en interés de los negros. Finalmente, otras organizaciones de jóvenes demócratas negros acudían a la sede del 3° distrito para recibir asesoramiento sobre cómo dirigir sus propias organizaciones. Al igual que en el Roosevelt College, Washington evitaba el radicalismo y prefería trabajar a través del partido para lograr cambios.
Mientras trabajaba con los Jóvenes Demócratas, Washington conoció a Mary Ella Smith. Salieron durante los siguientes 20 años, y en 1983 Washington le propuso matrimonio. En una entrevista con el Chicago Sun-Times, Smith dijo que nunca presionó a Washington para casarse porque sabía que el primer amor de Washington era la política, diciendo: «Él era un animal político. Se alimentaba de eso, y yo sabía que cualquier pensamiento de matrimonio tendría que esperar. No me preocupaba eso. Solo sabía que llegaría el día».
En 1959, Al Janney, Gus Savage, Lemuel Bentley, Bennett Johnson, Luster Jackson y otros fundaron la Liga de Votantes Negros de Chicago, una de las primeras organizaciones políticas afroamericanas de la ciudad. En su primera elección, Bentley obtuvo 60,000 votos para secretario municipal. El respaldo de la Liga fue un factor decisivo en la reelección de Leon DesPres, quien fue una voz independiente en el Concejo Municipal. Washington era amigo cercano de los fundadores de la Liga y trabajó con ellos de vez en cuando. La Liga fue clave en la elección de Anna Langford, William Cousins y A. A. «Sammy» Rayner, quienes no formaban parte de la maquinaria de Daley. En 1963, el grupo se movió hacia la integración racial y formó «Protesta en las Urnas» en una conferencia en toda la ciudad, donde los candidatos independientes ganaron terreno en la comunidad negra, obteniendo varios escaños de concejales. En 1983, «Protesta en las Urnas» fue instrumental en la candidatura de Washington a la alcaldía. Para entonces, los Jóvenes Demócratas estaban perdiendo frente a los candidatos independientes.

## Carrera legislativa

### Cámara de Representantes de Illinois (1965-1976)
Después de que la legislatura estatal no redistribuyera los distritos cada diez años, como lo exige el censo, la elección de la Cámara de Representantes de Illinois de 1964 se realizó a nivel estatal para elegir a los 177 miembros de la Cámara de Representantes. Con los republicanos y los demócratas presentando cada uno solo 118 candidatos, los grupos de votación independientes intentaron proponer candidatos. La Liga de Votantes Negros creó una «Tercera Lista» con 59 candidatos, anunciando la creación de la lista el 27 de junio de 1964. Poco después, Daley creó una lista que incluía a Adlai Stevenson III y Washington. La Tercera Lista fue descartada por la Junta Electoral de Illinois debido a «firmas insuficientes» en las peticiones de nominación. En la elección, Washington fue elegido como parte de la lista ganadora de candidatos demócratas. Los años de Washington en la Cámara de Representantes de Illinois estuvieron marcados por tensiones con el liderazgo del Partido Demócrata. En 1967, fue clasificado por los Votantes Independientes de Illinois (IVI) como el cuarto legislador más independiente en la Cámara de Illinois y fue nombrado Legislador del Año. Su desafío a la «tarjeta de idiotas», una hoja de papel que dirigía los votos de los legisladores en cada tema, atrajo la atención de los líderes del partido, quienes intentaron remover a Washington de su puesto legislativo. Daley con frecuencia le pedía a Metcalfe que eliminara a Washington como candidato, pero Metcalfe no quería arriesgarse a perder a los Jóvenes Demócratas del 3° distrito, quienes en su mayoría estaban alineados con Washington.
Washington apoyó a Renault Robinson, un oficial de policía afroamericano y uno de los fundadores de la Liga de Patrulleros Afroamericanos (AAPL). El objetivo de la AAPL era combatir el racismo dirigido contra los oficiales de minorías por parte del resto del departamento, predominantemente blanco. Poco después de la creación del grupo, Robinson fue sancionado por infracciones menores, suspendido, reinstalado y luego colocado en el turno nocturno en una cuadra detrás de la sede central de la policía. Robinson se acercó a Washington y le pidió que redactara un proyecto de ley que autorizara la creación de una junta de revisión civil, compuesta por patrulleros y oficiales, para supervisar la brutalidad policial. Tanto los legisladores negros independientes como los liberales blancos se negaron a respaldar el proyecto de ley, pues temían desafiar el control de Daley sobre la fuerza policial.
Después de que Washington anunciara que apoyaría a la AAPL, Metcalfe se negó a protegerlo de Daley. Washington creía que contaba con el apoyo de Ralph Tyler Smith, presidente de la Cámara, pero Smith lo criticó y luego apaciguó a Daley. A cambio del respaldo del partido, Washington formaría parte de la Comisión contra el Crimen de Chicago, el grupo que Daley encargó para investigar las acusaciones de la AAPL. La comisión rápidamente concluyó que las acusaciones de la AAPL eran «infundadas». Un Washington enojado y humillado admitió que en la comisión se sentía como el «negro de escaparate» de Daley. En 1969, Daley eliminó el nombre de Washington de la lista, pero gracias a la intervención de Cecil Partee, un leal al partido, Washington fue reinstalado. El Partido Demócrata apoyó a Jim Taylor, un ex boxeador profesional y trabajador de Calles y Saneamiento, en lugar de Washington. Con el apoyo de Partee y de su propio distrito, Washington derrotó a Taylor. Sus años en la Cámara de Representantes se centraron en convertirse en un defensor de los derechos de los negros. Continuó trabajando en la Ley de Vivienda Justa y fortaleció la Comisión de Prácticas Justas de Empleo del estado (FEPC). Además, trabajó en una Ley de Derechos Civiles estatal, que reforzaría las disposiciones de empleo y vivienda en la Ley de Derechos Civiles de 1964. En su primera sesión, todos sus proyectos de ley fueron enviados a comité o archivados. Al igual que en su tiempo en el Colegio Roosevelt, Washington recurrió a tácticas parlamentarias (como escribir enmiendas destinadas a fracasar en una votación) para poder negociar más concesiones.
Washington fue acusado de no presentar una declaración de impuestos, a pesar de que había pagado los impuestos. Fue declarado culpable y sentenciado a 36 días de cárcel (1971).
También aprobó leyes en honor a figuras de los derechos civiles. Pasó una resolución en honor a Metcalfe, su mentor, y otra en honor a James J. Reeb, un ministro unitario que fue golpeado hasta la muerte por una turba segregacionista en Selma, Alabama. Tras el asesinato de Martin Luther King Jr. en 1968, presentó una serie de proyectos de ley con el objetivo de que el cumpleaños de King fuera una fiesta estatal. El primero fue archivado y posteriormente vetado. El tercer proyecto que presentó fue aprobado y firmado por el gobernador Richard Ogilvie, y convirtió el cumpleaños del Dr. King en un día conmemorativo observado por las escuelas públicas de Illinois. No fue hasta 1973 que Washington, con la ayuda de Partee en el Senado, logró que se promulgara la ley y fuera firmada por el gobernador.

#### Campaña para la presidencia de 1975
Washington realizó una campaña en gran parte simbólica para la presidencia. Solo recibió votos de sí mismo y de Lewis A. H. Caldwell. Sin embargo, con un caucus demócrata dividido, esto fue suficiente para ayudar a negar la nominación a Clyde Choate, respaldado por Daley, y ayudar a que William A. Redmond obtuviera la nominación después de 92 rondas de votación.
Redmond nombró a Washington presidente del Comité Judicial.

#### Problemas legales
Además de las tácticas de mano dura de Daley, el tiempo de Washington en la Cámara de Illinois también estuvo marcado por problemas con las declaraciones de impuestos y acusaciones de no prestar servicios a sus clientes. En su biografía, Levinsohn cuestiona si el momento de los problemas legales de Washington tuvo motivaciones políticas. En noviembre de 1966, Washington fue reelegido a la Cámara a pesar de las fuertes objeciones de Daley; la primera denuncia se presentó en 1964 y la segunda en enero de 1967. Una carta solicitando a Washington que explicara el asunto fue enviada el 5 de enero de 1967. Después de no responder a varias citaciones y citaciones judiciales, la comisión recomendó una suspensión de cinco años el 18 de marzo de 1968. Una respuesta formal a los cargos no se produjo hasta el 10 de julio de 1969. En su respuesta, Washington dijo que «a veces los problemas personales se agrandan de forma desproporcionada en relación con el panorama completo de la vida en ese momento y se abandonan las cosas más importantes«. En 1970, la Junta de Administradores del Colegio de Abogados de Chicago dictaminó que la licencia de Washington se suspendiera por solo un año, y no los cinco recomendados; el monto total en cuestión entre los seis clientes era de $205.
En 1971, Washington fue acusado de no presentar declaraciones de impuestos durante cuatro años, aunque el Servicio de Impuestos Internos (IRS) afirmó tener evidencia de 19 años. El juez Sam Perry señaló que estaba «perturbado de que este caso haya llegado a mi tribunal«: aunque Washington había pagado sus impuestos, terminó debiendo un total de $508 al gobierno por no presentar sus declaraciones. Normalmente, el IRS manejaba tales casos en tribunales civiles o dentro de su propia burocracia. Washington se declaró «sin oposición» y fue sentenciado a cuarenta días en la cárcel del condado de Cook, una multa de $1,000 y tres años de libertad condicional.

### Senado de Illinois (1976–1980)

#### Campaña por un escaño en el Senado de Illinois
En 1975, Partee, ahora presidente del Senado y elegible para su pensión, decidió retirarse del Senado. Aunque Daley y Taylor se negaron al principio, a insistencia de Partee, Washington fue finalmente nominado para el puesto y recibió el apoyo del partido. Daley estaba descontento con Washington por haber lanzado un desafío simbólico en 1975 contra Clyde Choate, respaldado por Daley, para presidente de la Cámara de Representantes de Illinois (Washington solo recibió dos votos). Además, finalmente ayudó a inclinar la votación hacia Redmond como candidato de compromiso. El sindicato United Auto Workers, cuyo respaldo Washington obtuvo, fue clave para persuadir a Daley de que respaldara su candidatura.
Washington derrotó a Anna Langford por casi 2,000 votos en las primarias demócratas. Luego ganó la elección general.

#### Ley de Derechos Humanos de 1980
En el Senado de Illinois, el principal objetivo de Washington fue aprobar la Ley de Derechos Humanos de Illinois de 1980. Los legisladores reescribieron todas las leyes de derechos humanos del estado, restringiendo la discriminación por motivos de «raza, color, religión, sexo, origen nacional, ascendencia, edad, estado civil, discapacidad física o mental, estado militar, orientación sexual o baja desfavorable del servicio militar en relación con el empleo, transacciones inmobiliarias, acceso a crédito financiero y la disponibilidad de alojamientos públicos». Los orígenes del proyecto de ley comenzaron en 1970 con la reescritura de la Constitución de Illinois. La nueva constitución requería que todas las agencias y departamentos gubernamentales se reorganizaran para mejorar la eficiencia. El gobernador republicano James R. Thompson reorganizó departamentos de bajo perfil antes de su reelección en 1978. En 1979, durante las primeras etapas de su segundo mandato e inmediatamente después de la mayor votación para un candidato a gobernador en la historia del estado, Thompson pidió la reorganización de los derechos humanos. El proyecto de ley consolidaría y eliminaría algunas agencias, eliminando varios trabajos políticos. Algunos legisladores demócratas se opusieron a cualquier medida respaldada por Washington, Thompson y los legisladores republicanos.
Durante muchos años, los derechos humanos habían sido un tema de campaña presentado y respaldado por los demócratas. Los asesores de Thompson llevaron el proyecto de ley a Washington y otros legisladores negros antes de presentarlo a la legislatura. Washington hizo ajustes en previsión de las preocupaciones de algunos legisladores sobre el proyecto de ley, antes de hablar a su favor en abril de 1979. El 24 de mayo de 1979, el proyecto de ley fue aprobado en el Senado por una votación de 59 a 1, con dos votos presentes y seis ausentes. La victoria en el Senado se atribuyó a la «calma y no combativa presentación de Washington». Sin embargo, el proyecto se estancó en la Cámara. La representante estatal Susan Catania insistió en adjuntar una enmienda que permitiera a las mujeres garantías en el uso de tarjetas de crédito. Este esfuerzo fue asistido por Carol Moseley Braun, una representante de Hyde Park que más tarde se convertiría en senadora de los EE. UU. Los representantes estatales Jim Taylor y Larry Bullock introdujeron más de cien enmiendas, incluida la redacción de las primeras diez enmiendas de la Constitución de los EE. UU., para intentar retrasar el proyecto de ley. Con la enmienda de Catania, el proyecto fue aprobado por la Cámara, pero el Senado se negó a aceptar la enmienda. El 30 de junio de 1979, la legislatura se levantó.

### Cámara de Representantes de EE. UU. (1981–1983)
En 1980, Washington fue elegido a la Cámara de Representantes de EE. UU. por el primer distrito congresional de Illinois. Derrotó al representante en funciones Bennett Stewart en las primarias demócratas. Anticipando que el Partido Demócrata lo desafiaría en su intento de ser renominado en 1982, Washington pasó gran parte de su primer mandato haciendo campaña para la reelección, viajando con frecuencia de regreso a Chicago para hacer campaña. Washington se perdió muchas votaciones en la Cámara, un tema que surgió en su campaña para alcalde en 1983. El logro legislativo más importante de Washington en el Congreso fue la legislación para extender la Ley de Derechos Electorales, una legislación que los opositores argumentaban solo era necesaria en una emergencia. Otros, incluido el congresista Henry Hyde, habían presentado enmiendas diseñadas para debilitar seriamente el poder de la Ley de Derechos Electorales.
Aunque lo habían llamado «loco por protestar en la Cámara de Representantes contra los profundos recortes a los programas sociales, el reportero político de Associated Press, Mike Robinson, señaló que Washington trabajó «de manera tranquila y reflexiva» cuando llegó el momento de aprobar la ley. Durante las audiencias en el sur sobre la Ley de Derechos Electorales, Washington hizo preguntas que arrojaron luz sobre las tácticas utilizadas para evitar que los afroamericanos votaran (entre ellas, el cierre temprano del registro, las pruebas de alfabetización y el gerrymandering). Después de que se presentaron las enmiendas en la sala, Washington habló desde discursos preparados que evitaron la retórica y abordaron los problemas. Como resultado, las enmiendas fueron derrotadas y el Congreso aprobó la extensión de la Ley de Derechos Electorales. Para cuando Washington enfrentó la reelección en 1982, había cimentado su popularidad en el 1.er Distrito del Congreso. Jane Byrne no pudo encontrar un candidato serio que se enfrentara a Washington en su campaña de reelección. Había reunido 250,000 firmas para estar en la boleta, aunque solo se requerían 610 firmas (0.5% de los votantes en la elección anterior). Con su reelección al Congreso asegurada, Washington centró su atención en la próxima elección para alcalde de Chicago.

## Alcalde de Chicago (1983–1987)

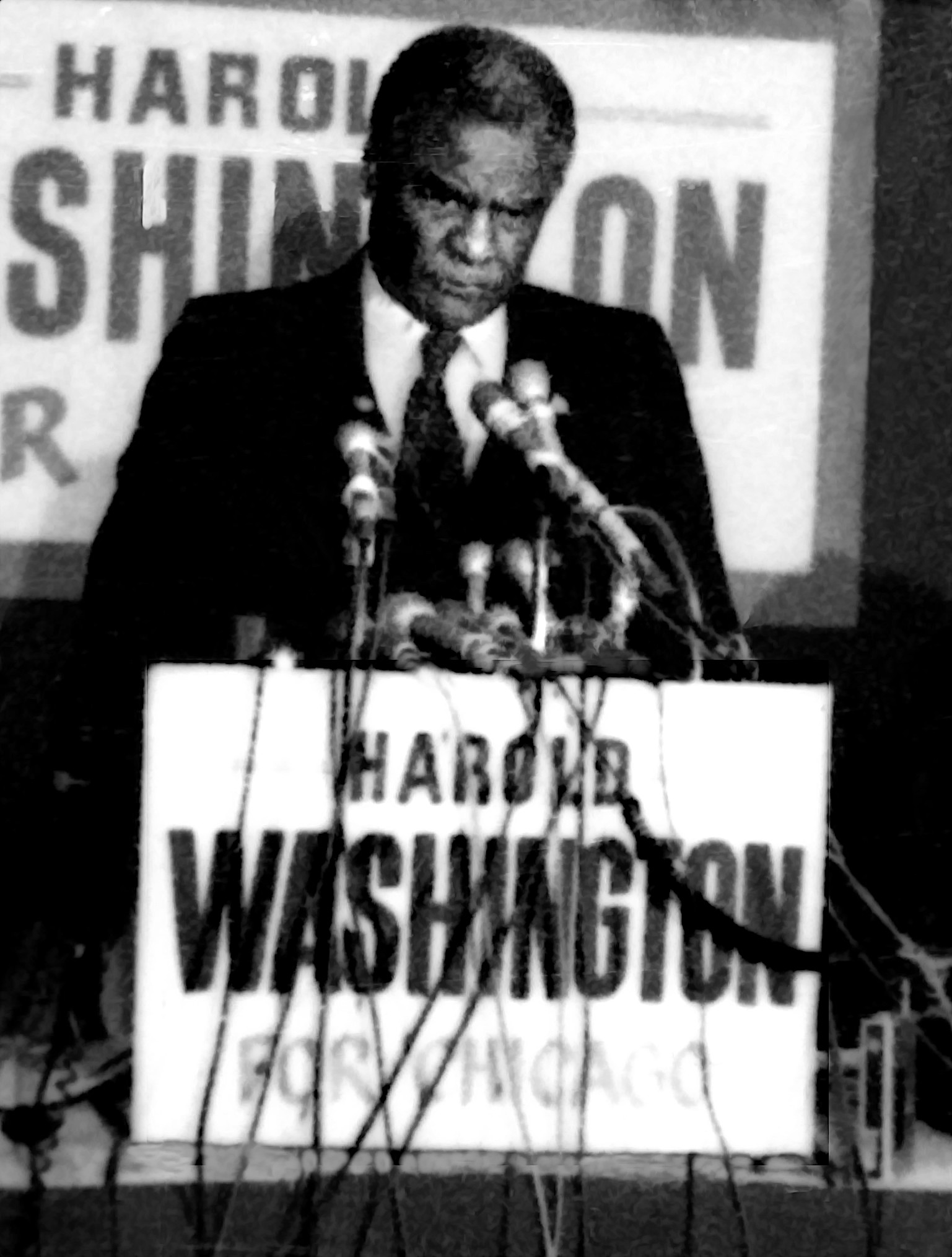
Washington celebra una rueda de prensa para su campaña de 1983 en el el 13 de diciembre de 1982.

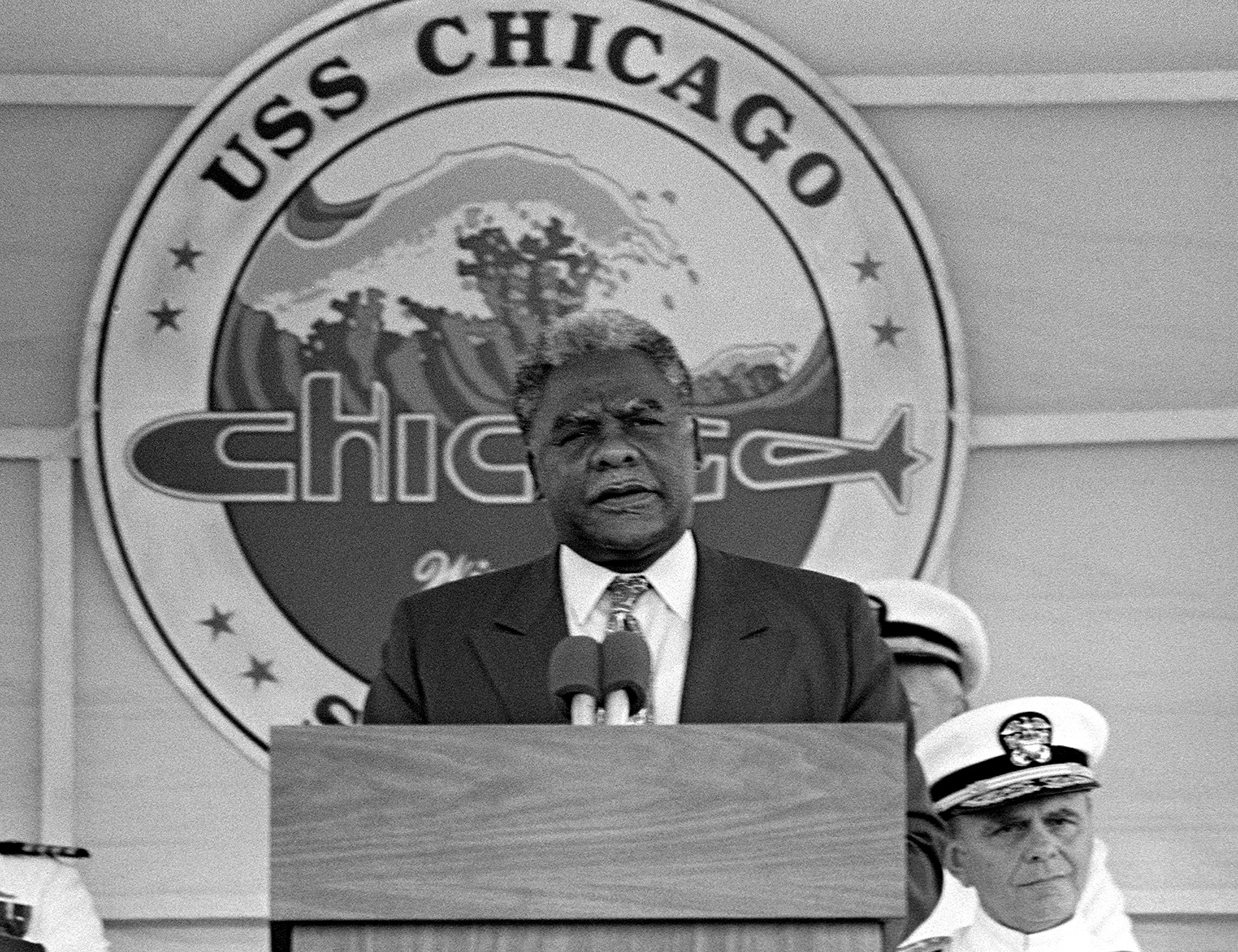
Harold Washington pronuncia un discurso en la botadura del, septiembre de 1986.

### Elección para alcalde de Chicago en 1983
En las primarias demócratas del 22 de febrero de 1983, más de 100,000 nuevos votantes se registraron para votar, liderados por una coalición que incluía a la pandilla reformada latina Young Lords, liderada por Jose Cha Cha Jimenez. En el lado norte y noroeste, la alcaldesa en funciones, Jane Byrne, lideraba, y el futuro alcalde Richard M. Daley, hijo del difunto alcalde Richard J. Daley, quedó en segundo lugar por un estrecho margen. Harold Washington tuvo mayorías masivas en el lado sur y oeste. Los votantes del lado suroeste apoyaron abrumadoramente a Daley. Washington ganó con el 37% de los votos, frente al 33% de Byrne y el 30% de Daley. Aunque ganar las primarias demócratas se solían considerar equivalente a ganar la elección en el fuertemente demócrata Chicago, después de su victoria en las primarias, Washington descubrió que su oponente republicano, el exlegislador estatal Bernard Epton (anteriormente considerado un suplente nominal), contaba con el apoyo de muchos demócratas de alto rango y sus organizaciones de barrio, incluido el presidente del Partido Demócrata del Condado de Cook, el concejal Edward Vrdolyak.
La campaña de Epton se refirió, entre otras cosas, a la condena de Washington por no presentar declaraciones de impuestos (había pagado los impuestos, pero no había presentado la declaración). Washington, por su parte, hizo hincapié en la reforma del sistema de clientelismo de Chicago y la necesidad de un programa de empleo en una economía difícil. En las elecciones generales del 12 de abril de 1983, Washington derrotó a Epton por un 3.7%, con un 51.7% contra un 48.0%, para convertirse en alcalde de Chicago. Washington juró como alcalde el 29 de abril de 1983 y renunció a su escaño en el Congreso al día siguiente.

### Primer mandato y las Guerras del Consejo
Durante su mandato como alcalde, Washington vivió en los apartamentos Hampton House en el vecindario de Hyde Park en Chicago. Creó el primer departamento de asuntos ambientales de la ciudad bajo la dirección de la ambientalista de los Grandes Lagos, Lee Botts. El primer mandato de Washington estuvo marcado por conflictos con el concejo municipal, denominado «Guerras del Consejo», haciendo referencia a las películas recientes de Star Wars y causando que Chicago fuera apodada «Beirut en el Lago». Una mayoría de 29 concejales del concejo municipal se negó a promulgar la legislación de Washington y le impidió nombrar candidatos para juntas y comisiones. Los desafíos del primer mandato incluyeron la pérdida de población de la ciudad y una disminución masiva de pasajeros en la Autoridad de Tránsito de Chicago (CTA). Las afirmaciones de que la tasa general de criminalidad había aumentado eran incorrectas.
Los 29, también conocidos como los «Vrdolyak 29», estaban dirigidos por Vrdolyak (quien además de ser concejal era presidente del Partido Demócrata del Condado de Cook) y el presidente de finanzas, el concejal Edward Burke. El superintendente de parques, Edmund Kelly, también se opuso al alcalde. Los tres eran conocidos como los «Eddies» y contaban con el apoyo del joven Daley (entonces fiscal estatal), los congresistas de EE. UU. Dan Rostenkowski y William Lipinski, y gran parte del Partido Demócrata. Durante su primera reunión del concejo municipal, Washington y los 21 concejales que lo apoyaban abandonaron la reunión después de que se estableció un cuórum. Vrdolyak y los otros 28 entonces eligieron presidentes de comités y asignaron concejales a los diferentes comités. Más tarde, las demandas presentadas por Washington y otros fueron desestimadas por el juez de la Corte Suprema James C. Murray, porque se determinó que los nombramientos fueron hechos de forma legal. Washington gobernó mediante vetos. Los 29 no lograron obtener el voto 30 necesario para anular los vetos de Washington; las concejalas y los concejales afroamericanos apoyaron a Washington a pesar de la presión de los «Eddies». Mientras tanto, en los tribunales, Washington mantuvo la presión para revertir la redistribución de distritos del concejo municipal que se había creado durante los años de Byrne. Durante las elecciones especiales de 1986, los candidatos respaldados por Washington que resultaron victoriosos en la primera ronda aseguraron al menos 24 apoyos en el concejo municipal. Seis semanas después, cuando Marlene Carter y Luis Gutiérrez ganaron las elecciones de segunda vuelta, Washington tuvo los 25 concejales que necesitaba. Su voto como presidente del concejo municipal le permitió romper los empates 25–25 y promulgar sus programas.

### Elección de 1987
Washington derrotó a la exalcaldesa Jane Byrne en las primarias demócratas del 24 de febrero de 1987 por un 7.2%, con un 53.5% frente a un 46.3%, y en las elecciones generales del 7 de abril de 1987 derrotó a Vrdolyak (Partido Solidario de Illinois) por un 11.8%, con un 53.8% frente a un 42.8%, mientras que el profesor de negocios de la Universidad del Noroeste, Donald Haider (republicano), obtuvo un 4.3%, para ganar la reelección a un segundo mandato como alcalde. El asesor del condado de Cook, Thomas Hynes (Partido Chicago Primero), aliado de Daley, se retiró de la contienda 36 horas antes de las elecciones generales. Durante el breve segundo mandato de Washington, los «Eddies» perdieron gran parte de su poder: Vrdolyak se convirtió en republicano, Kelly fue destituido de su poderoso puesto en parques y Burke perdió su presidencia del comité de finanzas.

### Proyecto de Educación Política (PEP)
Desde marzo de 1984 hasta 1987, el Proyecto de Educación Política (PEP) sirvió como brazo político de Washington, organizando tanto las campañas de Washington como las de sus aliados políticos. Harold Washington estableció el Proyecto de Educación Política en 1984. Esta organización apoyaba los intereses de Washington en la política electoral más allá de la Oficina del Alcalde. PEP ayudó a organizar candidatos políticos para elecciones estatales en 1984 y gestionó la participación de Washington en la Convención Nacional Demócrata de 1984 como un candidato presidencial «hijo predilecto». PEP utilizó sus conexiones políticas para apoyar a candidatos como Luis Gutiérrez y Jesús «Chuy» García a través de operaciones de campo, registro de votantes y monitoreo en el día de las elecciones. Una vez elegidos, estos concejales ayudaron a romper el estancamiento entre Washington y sus oponentes en el concejo municipal. Gracias a los esfuerzos del PEP, la legislación de Washington en el concejo municipal ganó terreno y su popularidad creció a medida que se acercaba la elección para alcalde de 1987. En preparación para la elección de 1987, PEP formó el Comité para la Reelección del Alcalde Washington. Esta organización llevó a cabo la recaudación de fondos para la campaña, organizó eventos de campaña y coordinó voluntarios. Miembros del personal de PEP, como Joseph Gardner y Helen Shiller, pasaron a desempeñar roles importantes en la política de Chicago.
La organización se disolvió tras la muerte de Harold Washington. Los archivos del Proyecto de Educación Política de Harold Washington son una colección archivística que detalla el trabajo de la organización. Se encuentra en las Colecciones Especiales de la Biblioteca Pública de Chicago, Centro de la Biblioteca Harold Washington, Chicago, Illinois.

### Parque DuSable
Durante su alcaldía, Washington anunció un plan para redevelopar un sitio comercial en un parque llamado DuSable, en honor a Jean Baptiste Point DuSable, el fundador honorario de la ciudad. El proyecto aún no se ha completado, ha experimentado varias reconceptualizaciones burocráticas y obstáculos, y es dirigido por la Asociación del Patrimonio DuSable en la actualidad.

### Índices de aprobación
A pesar de los conflictos entre Washington y el Concejo Municipal, Washington disfrutó de una aprobación positiva entre los residentes de la ciudad.
Una encuesta de abril de 1987 del Chicago Tribune a votantes indicó que había una brecha significativa de edad y género en la aprobación de Washington, siendo más popular entre los votantes menores de 55 años y entre los votantes masculinos.
| Segmento encuestado | Fuente de sondeo                      | Fecha                                  | Aprobación | Desaprobación | Tamaño de la muestra | Margen de error | Método de sondeo | Referencia |
| ------------------- | ------------------------------------- | -------------------------------------- | ---------- | ------------- | -------------------- | --------------- | ---------------- | ---------- |
| Electores inscritos | Market Shares Corp. y Chicago Tribune | 12-15 de marzo de 1987                 | 67%        |               | 1.145                | ±3              | Telefónico       | [ 57 ]     |
| Electores inscritos | PSB Insights                          | Octubre de 1986                        | 54%        | 39%           | 1.200                |                 |                  | [ 58 ]     |
| Residentes          | Chicago Tribune                       | 29 de octubre - 3 de noviembre de 1985 | 60%        | 30%           | 515                  |                 |                  | [ 59 ]     |
| Residentes          | Chicago Tribune                       | Marzo de 1985                          | 35%        | 21%           |                      |                 |                  | [ 59 ]     |
|                     | Chicago Tribune                       | 1985                                   | 54%        | 36%           |                      |                 |                  | [ 55 ]     |

### Evaluaciones históricas
Una encuesta de 1993 a historiadores, politólogos y expertos urbanos realizada por Melvin G. Holli de la Universidad de Illinois en Chicago clasificó a Washington como el decimonoveno mejor alcalde de una gran ciudad estadounidense que había servido entre los años 1820 y 1993.

## Muerte y funeral

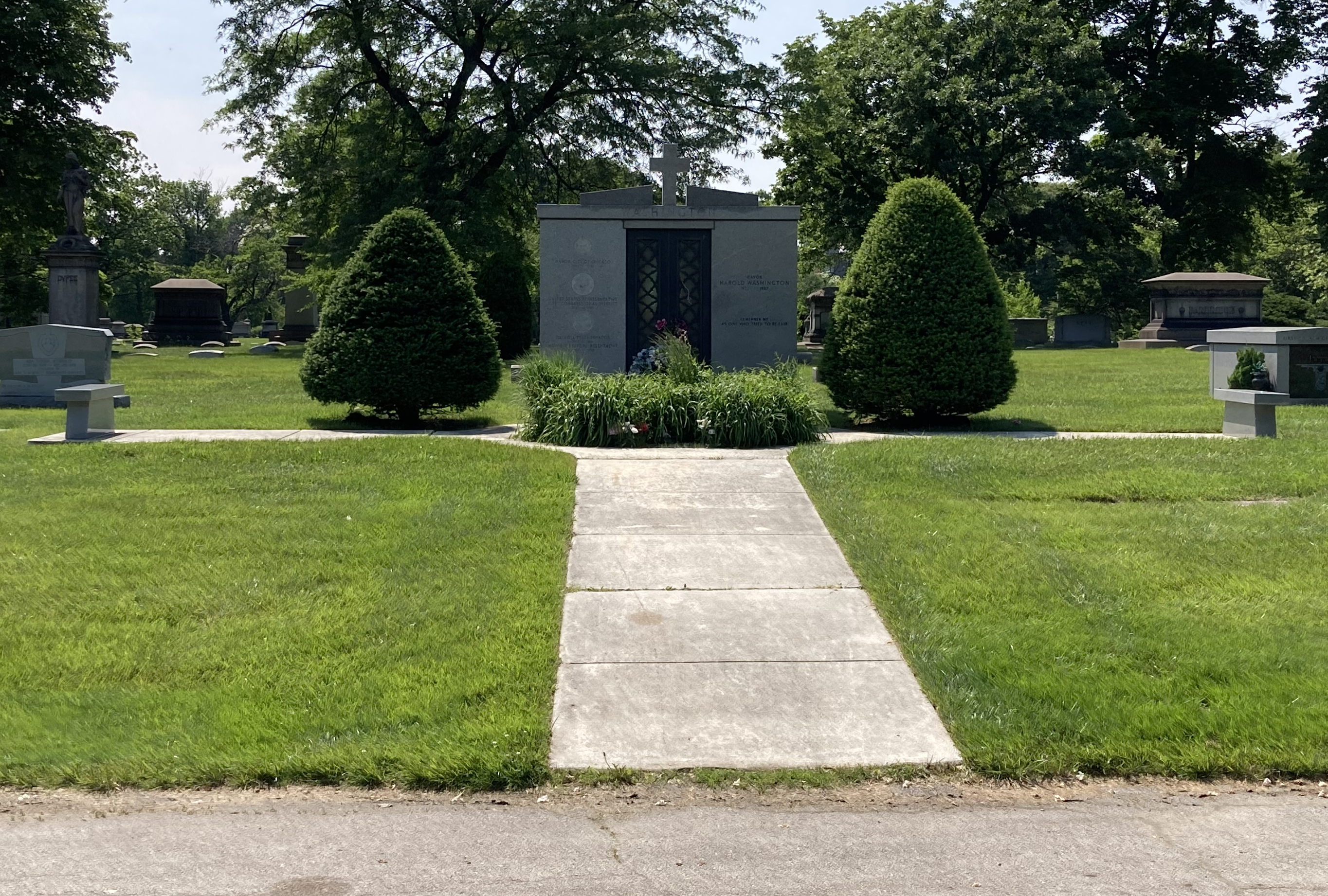
Mausoleo de Washington en el cementerio de Oak Woods.

El 25 de noviembre de 1987, a las 11:00 a. m., se llamó a los paramédicos del Departamento de Bomberos de Chicago al Ayuntamiento. El secretario de prensa de Washington, Alton Miller, estaba discutiendo temas relacionados con la junta escolar con el alcalde cuando Washington, de repente, se desplomó sobre su escritorio y perdió el conocimiento. Tras no poder reanimarlo en su oficina, los paramédicos lo trasladaron al Hospital Conmemorativo del Noroeste. Los intentos adicionales para reanimarlo también fallaron, y Washington fue declarado muerto a la 1:36 p. m.
En la Plaza Daley, Patrick Keen, director del proyecto para Westside Habitat for Humanity, anunció la hora oficial de muerte de Washington ante una reunión de ciudadanos de Chicago. Las reacciones iniciales a su muerte fueron de conmoción y tristeza, ya que muchos afroamericanos creían que Washington era el único alto funcionario de Chicago que atendería sus preocupaciones. Tras su fallecimiento, el presidente Ronald Reagan emitió un comunicado describiendo a Washington como un «líder dedicado y franco que guió a una de las ciudades más grandes de nuestra nación a través de la década de 1980».
Miles de residentes de Chicago asistieron a su velorio en el vestíbulo del Ayuntamiento entre el 27 y el 29 de noviembre de 1987. El 30 de noviembre de 1987, el reverendo B. Herbert Martin ofició el funeral de Washington en el Templo Universal de Cristo en la calle 119 y la Avenida Ashland en Chicago. Después del servicio, Washington fue enterrado en el cementerio Oak Woods en el sur de Chicago.

### Rumores
Inmediatamente después de la muerte de Washington, comenzaron a circular rumores sobre cómo había muerto. El 6 de enero de 1988, el doctor Antonio Senat, médico personal de Washington, negó las «especulaciones infundadas» de que Washington tenía cocaína en su sistema en el momento de su muerte o que hubiera sido víctima de un crimen. El médico forense del condado de Cook, Robert J. Stein, realizó una autopsia y concluyó que Washington había muerto de un ataque cardíaco. Washington pesaba 284 libras (129 kg) y sufría de hipertensión, niveles altos de colesterol y un corazón agrandado. El 20 de junio de 1988, Alton Miller volvió a indicar que los informes toxicológicos sobre Washington habían salido negativos y que Washington no había sido envenenado antes de su muerte. El doctor Stein declaró que el único fármaco en el sistema de Washington era lidocaína, que se usa para estabilizar el corazón después de un ataque cardíaco. Este medicamento le fue administrado por los paramédicos o los médicos en el Hospital Northwestern Memorial. Bernard Epton, el oponente de Washington en las elecciones generales de 1983, falleció 18 días después, el 13 de diciembre de 1987.

## Legado
En una fiesta celebrada poco después de su reelección el 7 de abril de 1987, Washington le dijo a un grupo de seguidores: «En los viejos tiempos, cuando le decías a la gente en otros países que eras de Chicago, te decían: '¡Boom-boom! ¡Rat-a-tat-tat!' Hoy en día, te dicen [la multitud corea con él], '¿Cómo está Harold?'».
En los años posteriores, varias instalaciones e instituciones de la ciudad fueron nombradas o renombradas en honor al fallecido alcalde para conmemorar su legado. El nuevo edificio que alberga la sede de la Biblioteca Pública de Chicago, ubicado en 400 South State Street, fue nombrado la Biblioteca Harold Washington. Las Colecciones Especiales de la Biblioteca Pública de Chicago, ubicadas en el noveno piso del edificio, albergan los Archivos y Colecciones de Harold Washington, que contienen numerosas colecciones relacionadas con su vida y carrera política.
Cinco meses después de la repentina muerte de Washington en el cargo, se llevó a cabo una ceremonia el 19 de abril de 1988, en la que se cambió el nombre de Loop College, uno de los Colegios Comunitarios de Chicago, a Harold Washington College. La Escuela Primaria Harold Washington en el vecindario de Chatham de Chicago también lleva su nombre. En agosto de 2004, el Centro Cultural Harold Washington de 3,700 metros cuadrados abrió sus puertas al público en el vecindario de Bronzeville. Frente a los apartamentos Hampton House, donde vivía Washington, un parque de la ciudad fue renombrado como Parque Harold Washington, conocido por «Los periquitos de Harold», una colonia de periquitos monje salvajes que habitaban los fresnos en el parque. Un edificio en el campus de la Universidad Estatal de Chicago también lleva el nombre de Harold Washington.
Seis meses después de la muerte de Washington, el estudiante del Instituto de Arte de Chicago, David Nelson, pintó Mirth & Girth, un retrato de cuerpo entero que representaba a Washington vistiendo lencería femenina. La obra fue presentada el 11 de mayo de 1988, en el día de apertura de la exhibición anual de estudiantes del SAIC. En pocas horas, concejales de la ciudad y miembros del Departamento de Policía de Chicago incautaron la pintura. Posteriormente fue devuelta, pero con un corte de 13 cm en el lienzo. Nelson, asistido por la ACLU, presentó una demanda federal contra la ciudad, alegando que la confiscación y el daño subsecuente de la pintura violaron sus derechos bajo la Primera Enmienda. Los demandantes finalmente recibieron un acuerdo de $95,000 (equivalentes a $138,000 en 2008) por parte de la ciudad.

## Historia electoral

### Representante del Estado de Illinois
| Partido        | Candidato                            | Votos | %   |
| -------------- | ------------------------------------ | ----- | --- |
| ...            | ...                                  | ...   | ... |
| Democrático    | Leland J. Kennedy (incumbente)       |       |     |
| Democrático    | Paul E. Rink (incumbente)            |       |     |
| Democrático    | James D. Carrigan (incumbente)       |       |     |
| Democrático    | Joe W. Russell (incumbente)          |       |     |
| Democrático    | Melvin McNairy                       |       |     |
| Democrático    | Harold Washington                    |       |     |
| Democrático    | John Jerome (Jack) Hill (incumbente) |       |     |
| Democrático    | Clyde Lee (incumbente)               |       |     |
| Democrático    | Clyde L. Choate (incumbente)         |       |     |
| Democrático    | Charles Ed Schaefer (incumbente)     |       |     |
| ...            | ...                                  | ...   | ... |
| Total de votos |                                      |       |     |

| Partido        | Candidato                      | Votos    | %    |
| -------------- | ------------------------------ | -------- | ---- |
| Democrático    | Harold Washington (incumbente) | 28 426.5 | 57,9 |
| Democrático    | Owen D. Pelt                   | 17 035.5 | 34,6 |
| Democrático    | Peggy Smith Martin             | 3 818    | 7,8  |
| Total de votos | Total de votos                 | 49 280   | 100  |

| Partido        | Candidato                      | Votos    | %    |
| -------------- | ------------------------------ | -------- | ---- |
| Democrático    | Harold Washington (incumbente) | 55 513   | 44,2 |
| Democrático    | Owen D. Pelt                   | 53 783,5 | 44,8 |
| Republicano    | J. Horace Gardner              | 16 294,5 | 100  |
| Total de votos | Total de votos                 | 125 591  | 100  |

| Partido        | Candidato                      | Votos    | %    |
| -------------- | ------------------------------ | -------- | ---- |
| Democrático    | Harold Washington (incumbente) | 17 670,5 | 51,6 |
| Democrático    | Owen D. Pelt (incumbente)      | 12 153   | 35,5 |
| Democrático    | Peggy Smith Martin             | 2 367    | 6,9  |
| Democrático    | Ulmer D. Lynch, Jr.            | 2 067    | 6,0  |
| Total de votos | Total de votos                 | 34 257,5 | 100  |

| Partido        | Candidato                      | Votos    | %    |
| -------------- | ------------------------------ | -------- | ---- |
| Democrático    | Harold Washington (incumbente) | 70 203,5 | 48,3 |
| Democrático    | James C. Taylor                | 65 616   | 45,1 |
| Republicano    | J. Horace Gardner (incumbente) | 9 571,5  | 6,6  |
| Total de votos | Total de votos                 | 145 391  | 100  |

| Partido        | Candidato                      | Votos    | %    |
| -------------- | ------------------------------ | -------- | ---- |
| Democrático    | James C. Taylor (incumbente)   | 21 072,5 | 53,4 |
| Democrático    | Harold Washington (incumbente) | 14 828,5 | 37,6 |
| Democrático    | Peggy Smith Martin             | 1 916,5  | 4,9  |
| Democrático    | Clyde Exson                    | 1 654,5  | 4,2  |
| Total de votos | Total de votos                 | 39 472   | 100  |

| Partido        | Candidato                      | Votos    | %    |
| -------------- | ------------------------------ | -------- | ---- |
| Democrático    | James C. Taylor (incumbente)   | 45 686   | 48,0 |
| Democrático    | Harold Washington (incumbente) | 42 996   | 45,2 |
| Republicano    | J. Horace Gardner (incumbente) | 6 461,5  | 6,7  |
| Total de votos | Total de votos                 | 95 143,5 | 100  |

| Partido        | Candidato                      | Votos    | %    |
| -------------- | ------------------------------ | -------- | ---- |
| Democrático    | Harold Washington (incumbente) | 26 123   | 40,1 |
| Democrático    | Peggy Smith Martin             | 21 199   | 32,5 |
| Democrático    | James C. Taylor (incumbente)   | 17 876,5 | 27,4 |
| Total de votos | Total de votos                 | 65 198,5 | 100  |

| Partido        | Candidato                      | Votos    | %    |
| -------------- | ------------------------------ | -------- | ---- |
| Democrático    | Harold Washington (incumbente) | 49 706,5 | 37,2 |
| Democrático    | Peggy Smith Martin             | 47 527,5 | 35,6 |
| Independiente  | James C. Taylor (incumbente)   | 25 240   | 18,9 |
| Republicano    | Maurice Beacham                | 11 042   | 8,3  |
| Total de votos | Total de votos                 | 133 516  | 100  |

| Partido        | Candidato                       | Votos    | %    |
| -------------- | ------------------------------- | -------- | ---- |
| Democrático    | James C. Taylor (incumbente)    | 27 999   | 54,0 |
| Democrático    | Harold Washington (incumbente)  | 12 854,5 | 24,8 |
| Democrático    | Peggy Smith Martin (incumbente) | 10 960   | 21,2 |
| Total de votos | Total de votos                  | 51 813,5 | 100  |

| Partido        | Candidato                      | Votos    | %    |
| -------------- | ------------------------------ | -------- | ---- |
| Democrático    | Harold Washington (incumbente) | 30 556,5 | 41,4 |
| Democrático    | James C. Taylor (incumbente)   | 29 764,5 | 40,3 |
| Independiente  | Taylor Pouncey                 | 8 685,5  | 11,8 |
| Republicano    | Jerry Washington, Jr.          | 2 990,5  | 4,1  |
| Republicano    | Magnolia Prowell               | 1 817    | 2,5  |
| Total de votos | Total de votos                 | 73 814   | 100  |

### Senador del Estado de Illinois
| Partido        | Candidato                      | Votos  | %    |
| -------------- | ------------------------------ | ------ | ---- |
| Democrático    | Harold Washington (incumbente) | 9 030  | 56,7 |
| Democrático    | Anna Langford                  | 6 897  | 43,3 |
| Total de votos | Total de votos                 | 15 927 | 100  |

| Partido        | Candidato                      | Votos  | %    |
| -------------- | ------------------------------ | ------ | ---- |
| Democrático    | Harold Washington (incumbente) | 42 365 | 95,2 |
| Republicano    | Edward F. Brown                | 2 147  | 4,8  |
| Total de votos | Total de votos                 | 44 512 | 100  |

| Partido        | Candidato                      | Votos  | %    |
| -------------- | ------------------------------ | ------ | ---- |
| Democrático    | Harold Washington (incumbente) | 8 953  | 49,3 |
| Democrático    | Clarence C. Barry              | 8 734  | 48,1 |
| Democrático    | Sabrina A. Washington          | 459    | 2,5  |
| Total de votos | Total de votos                 | 18 146 | 100  |

| Partido                     | Candidato                      | Votos  | %    |
| --------------------------- | ------------------------------ | ------ | ---- |
| Democrático                 | Harold Washington (incumbente) | 21 291 | 81,4 |
| Citizens For Taylor Pouncey | Clarence C. Barry              | 4 854  | 18,6 |
| Total de votos              | Total de votos                 | 26 145 | 100  |

### Congresista de los Estados Unidos
| Partido        | Candidato                       | Votos  | %    |
| -------------- | ------------------------------- | ------ | ---- |
| Democrático    | Harold Washington               | 30 522 | 47,7 |
| Democrático    | Ralph H. Metcalfe, Jr.          | 12 356 | 19,3 |
| Democrático    | Bennett M. Stewart (incumbente) | 10 810 | 16,9 |
| Democrático    | John H. Stroger, Jr.            | 10 284 | 16,1 |
| Por escrito    | Por escrito                     | 11     | nulo |
| Total de votos | Total de votos                  | 83 983 | 100  |

| Partido        | Candidato         | Votos   | %    |
| -------------- | ----------------- | ------- | ---- |
| Democrático    | Harold Washington | 119 562 | 95,5 |
| Republicano    | George Williams   | 5 660   | 4,5  |
| Por escrito    | Por escrito       | 1       | nulo |
| Total de votos | Total de votos    | 125 223 | 100  |

| Partido        | Candidato                      | Votos  | %    |
| -------------- | ------------------------------ | ------ | ---- |
| Democrático    | Harold Washington (incumbente) | 69 799 | 100  |
| Por escrito    | Por escrito                    | 8      | nulo |
| Total de votos | Total de votos                 | 69 807 | 100  |

| Partido        | Candidato                      | Votos   | %    |
| -------------- | ------------------------------ | ------- | ---- |
| Democrático    | Harold Washington (incumbente) | 172 641 | 97,3 |
| Republicano    | Charles Allen Taliaferro       | 4 820   | 2,7  |
| Por escrito    | Por escrito                    | 1       | nulo |
| Total de votos | Total de votos                 | 177 462 | 100  |

### Alcalde de Chicago
| Partido        | Candidato                        | Votos   | %    |
| -------------- | -------------------------------- | ------- | ---- |
| Democrático    | Michael A. Bilandic (incumbente) | 368 404 | 51,1 |
| Democrático    | Roman Pucinski                   | 235 795 | 32,7 |
| Democrático    | Harold Washington                | 77 322  | 10,7 |
| Democrático    | Edward Hanrahan                  | 28 643  | 4,0  |
| Democrático    | Anthony Robert Martin-Trignona   | 6 674   | 0,9  |
| Democrático    | Ellis Reid                       | 4 022   | 0,6  |
| Total de votos | Total de votos                   | 720 860 | 100  |

| Partido        | Candidato               | Votos     | %    |
| -------------- | ----------------------- | --------- | ---- |
| Democrático    | Harold Washington       | 424 324   | 36,6 |
| Democrático    | Jane Byrne (incumbente) | 393 500   | 33,6 |
| Democrático    | Richard M. Daley        | 346 835   | 29,7 |
| Democrático    | Frank R. Ranallo        | 2 367     | 0,2  |
| Democrático    | William Markowski       | 1 412     | 0,1  |
| Democrático    | Sheila Jones            | 1 285     | 0,1  |
| Total de votos | Total de votos          | 1 169 723 | 100  |

| Partido                                | Candidato         | Votos     | %    |
| -------------------------------------- | ----------------- | --------- | ---- |
| Democrático                            | Harold Washington | 668 176   | 51,7 |
| Republicano                            | Bernard Epton     | 619 926   | 48,0 |
| Partido Socialista de los Trabajadores | Eddie L. Warren   | 3 756     | 0,3  |
| Total de votos                         | Total de votos    | 1 291 858 | 100  |

| Partido        | Candidato                      | Votos     | %    |
| -------------- | ------------------------------ | --------- | ---- |
| Democrático    | Harold Washington (incumbente) | 586 841   | 53,5 |
| Democrático    | Jane Byrne                     | 507 603   | 46,3 |
| Democrático    | Sheila Jones                   | 2 549     | 0,2  |
| Total de votos | Total de votos                 | 1 096 993 | 100  |

| Partido                       | Candidato                      | Votos     | %    |
| ----------------------------- | ------------------------------ | --------- | ---- |
| Democrático                   | Harold Washington (incumbente) | 600 290   | 53,8 |
| Partido Solidario de Illinois | Edward Vrdolyak                | 468 493   | 42,0 |
| Republicano                   | Donald Haider                  | 47 652    | 4,3  |
| Total de votos                | Total de votos                 | 1 116 435 | 100  |